# Midden-Amerikaanse modderschildpadden
De Midden-Amerikaanse modderschildpadden (Staurotypus) zijn een geslacht van schildpadden uit de familie modder- en muskusschildpadden (Kinosternidae). De groep werd voor het eerst wetenschappelijk beschreven door Johann Georg Wagler in 1830.

## Uiterlijke kenmerken
Er zijn twee soorten die ook wel met reuzenmuskusschildpadden worden aangeduid omdat ze relatief groter worden dan veel soorten uit het andere geslacht van muskusschildpadden; Sternotherus. Deze blijven met de schildlengte vaak tussen de tien en 20 cm aanmerkelijk kleiner. De Staurotypus-soorten worden ongeveer 25 tot bijna 40 centimeter lang en hebben een grote kop met een scherpe bek die beter vermeden kan worden. Slaagt men er toch in een dier op te pakken, dan zal deze, zeker wilde exemplaren, een walgelijk ruikende stof uitscheiden via een klier aan de achterzijde van het schild. Een ander kenmerk, dat overigens bij wel meer soorten schildpadden voorkomt, zijn de drie duidelijk zichtbare lengtekielen op het schild.

## Verspreiding en habitat
De twee soorten Midden-Amerikaanse modderschildpadden komen voor in Midden-Amerika, in Belize, El Salvador, Guatemala, Honduras en Mexico. Geen enkele soort komt voor in de Verenigde Staten, in tegenstelling tot de Sternotherus-soorten die juist vrijwel uitsluitend in de VS voorkomen. Het zijn schuwe dieren die in modderige, langzaam stromende wateren leven.

## Voortplanting
Een bijzonderheid is het feit dat de mannetjes van beide soorten geslachtschromosomen hebben. Bij vrijwel alle dieren en planten is dit heel normaal, maar bij reptielen als schildpadden en krokodilachtigen ontbreken deze in de regel. Omdat vrouwtjes echter geen geslachtschromosomen hebben, is het doel en de invloed van de extra chromosomen onduidelijk.

## Soorten
Geslacht Staurotypus
- Soort Staurotypus salvinii
- Soort Staurotypus triporcatus